# Centro Gallego de México A.C.
Centro Gallego de México A. C. es una asociación ubicada en la Ciudad de México creada para congregar a los inmigrantes gallegos y sus descendientes, así como para servir de sede para actividades sociales, culturales y deportivas. Se localiza en la calle Colima 194 de la Colonia Roma.

## Historia
El 24 de septiembre de 1911, un grupo de inmigrantes gallegos se reunió con la idea de crear una agrupación coral para recordar a su tierra, inicialmente rentaron un local en la calle 5 de Febrero y constituyeron el Orfeón Gallego de México. En los siguientes años la organización cambió de sede en dos ocasiones y su nombre se transformó en Casa de Galicia. Siguió en funcionamiento hasta 1936, año en que inició la guerra civil española y en el que la asociación cerró sus puertas y no volvió a abrirlas hasta 1939, cuando la guerra llegó a su fin. La reapertura tuvo lugar en una nueva ubicación en la calle 16 de Septiembre y el nombre fue cambiado nuevamente, esta vez a Unión Cultural Gallega.
La asociación cambia otra vez de sede y es renombrada a Centro Gallego de México, A.C. en 1948. Finalmente, en noviembre de 1951 compraron una residencia ubicada en Colima 194 de la Colonia Roma, se trata de una casona estilo francés construida por el ingeniero Alberto Robles Gil que data de 1919, donde se establecieron definitivamente. Comenzaron a publicar mensualmente la revista Anduriña en 1957 que en castellano significa Golondrina, dedicada a reseñar y promover las actividades comunitarias. En 1980, adquirieron un terreno al sur de la ciudad con la finalidad de establecer un club deportivo, que se vio concretado entre la década de 1980 y la de 1990. Este se encuentra ubicado en la colonia Jardines de San Lorenzo en la alcaldía Iztpalapa.